# Ibusuki
Ibusuki (japanisch 指宿市, -shi) ist eine Stadt in der Präfektur Kagoshima in Japan auf der Satsuma-Halbinsel.

## Übersicht
Ibusuki ist bekannt für seine heißen Quellen. Hier befindet sich der 3,88 Hektar große „Ibusuki Experimental Botanical Garden“ (指宿植物試験場, Ibusuki Shokubutsu Shikenjō) der Universität Kagoshima.

## Verkehr
- Straßen:
  - Nationalstraßen 226, 269, 448
- Zug:
  - JR Ibusuki-Makurazaki-Linie: nach Makurazaki oder Kagoshima. An der Ibusuki-Makurazaki-Linie liegt im Ortsteil Yamagawa – vor 2006 eine eigenständige Gemeinde – der Bahnhof Nishi-Ōyama, der bis zur Eröffnung der Okinawa Toshi Monorail 2003 der südlichste Bahnhof Japans war.

## Weblinks

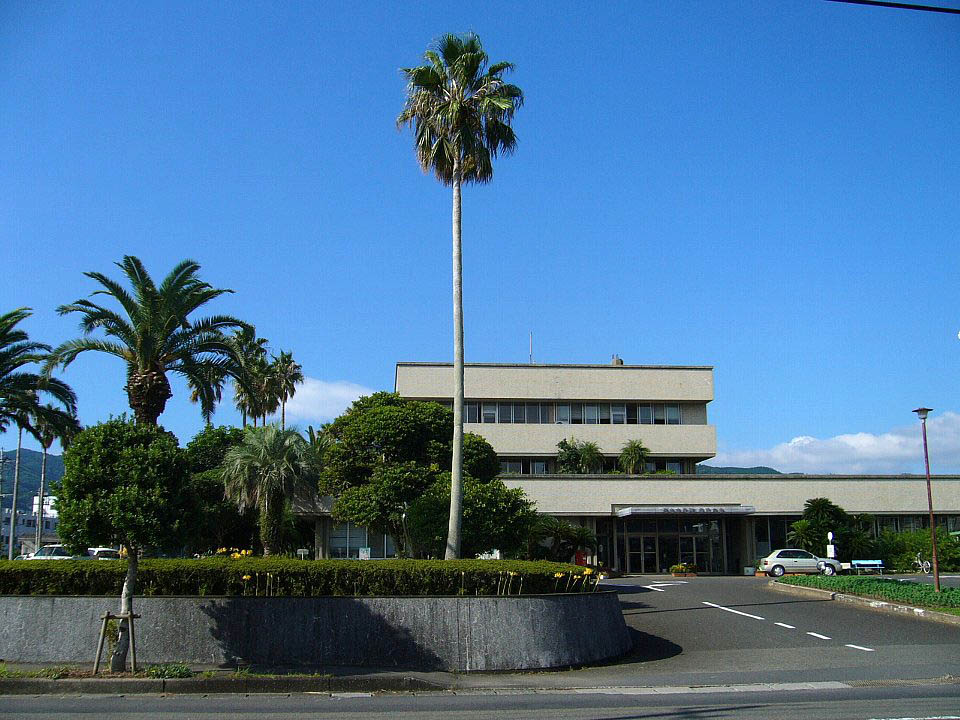
Rathaus von Ibusuki

## Sehenswürdigkeiten

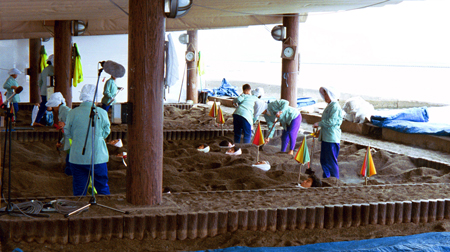
Ibusuki-Onsen

- Ibusuki-Onsen (Heiße Quelle)
- Ikeda-See
- Kaimon-dake

## Städtepartnerschaften
- Rockhampton seit 1980

## Söhne und Töchter der Stadt
- Miyauchi Katsusuke (* 1944), Schriftsteller
- Hirotaka Uchizono (* 1987), Fußballspieler

## Angrenzende Städte und Gemeinden
- Kagoshima
- Minamikyūshū